# Tsukuyomi

Obras de arte raras de Tsukuyomi-no-Mikoto

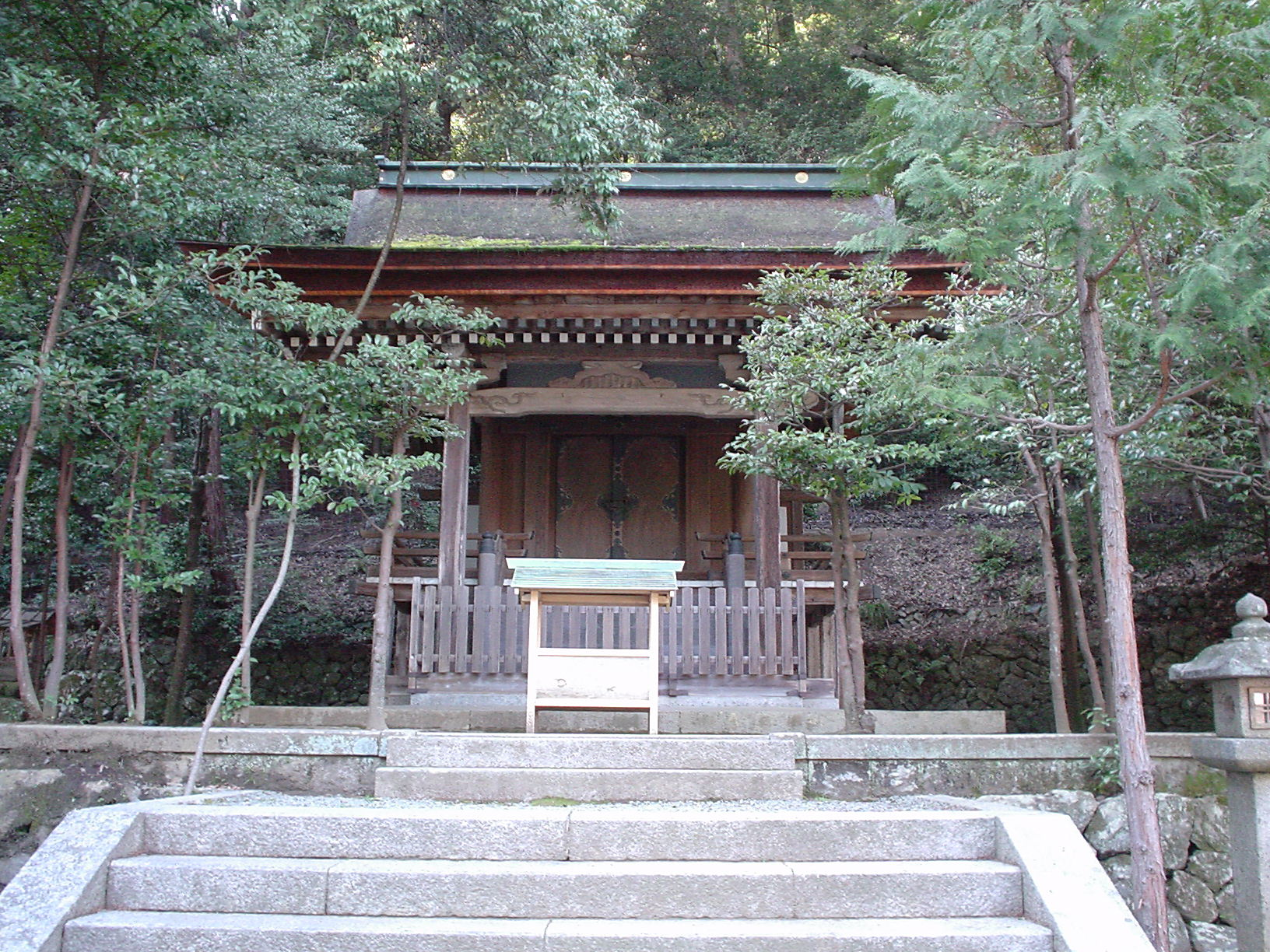
Un santuario para Tsukuyomi no Mikoto en Kioto.

Tsukuyomi (月読の命 o 月夜見の尊 Tsukuyomi-no-mikoto?), también conocido como Tsukuyomi-no-kami o Tsukiyomi, es el dios de la Luna en la religión sintoísta y la mitología japonesa.

## Etimología
El nombre Tsukuyomi es una combinación de palabras japonesas antiguas siendo Tsuku (月, "luna, mes" cuyo equivalente moderno es Tsuki) y Yomi (読み, "leer, contar"). Otra interpretación es que el nombre combina las palabras "noche de luna" (月夜, "Tsukiyo") y el verbo "mirar" (見, "mi").

## Historia y mitología

### Nacimiento de Tsukuyomi
Tsukuyomi era el segundo de los "tres hijos nobles", nacidos cuando Izanagi, el dios que creó la primera tierra, Onogoro-shima, se bañó para limpiar sus pecados al escapar del inframundo y de la ira de su esposa Izanami. Tsukuyomi nació cuando Izanagi se limpió su ojo derecho, aunque en otra versión de la leyenda, este nació de un espejo de cobre blanco que Izanagi sostuvo en su mano derecha.

### El origen de los alimentos fundamentales
Tsukuyomi ascendió a los cielos (Takamagahara) mediante la escalera celestial, donde vivió con su hermana, Amaterasu, la diosa solar, hasta que este mató a Uke Mochi, la diosa de la comida.
Este suceso ocurrió durante una gran fiesta celebrada por Uke Mochi, en la que invitó a muchos dioses o Kami a su palacio. Amaterasu no pudo asistir, por lo que envío a Tsukuyomi en representación de ambos. Fue durante la fiesta que Tsukuyomi vio como preparaba el festín, pero le pareció increíblemente repulsivo al observar que Uke Mochi obtenía los alimentos por medio de partes de su cuerpo o los escupía, fue en ese momento que Tsukuyomi, horrorizado por sus acciones, mató a Uke Mochi. Esta terrible acción, que afectará negativamente al dios, resulta en algo muy positivo para los seres vivos, puesto que, del cuerpo de Uke Mochi, surgieron los alimentos terrenales fundamentales: de los ojos surgió el arroz; de sus orejas, aparece mijo; de sus genitales, trigo; de la nariz surgen judías pintas; y del recto, la soja. Desde entonces, Amaterasu se enfadó tanto que aseguró que nunca volvería a ver a Tsukuyomi, y se movía de un lado al otro del cielo evitando al dios. Por esta razón la Luna y el Sol nunca se encuentran.
En otras versiones de esta historia, Uke Mochi fue asesinada por Susanoo que se utilizó para resaltar el carácter agresivo del dios del rayo.

## Apariciones en entretenimiento y otros medios
Tsukuyomi ha tenido varias apariciones fuera de la mitología, puesto que pese a ser una deidad importante se le ha relegado a un rol poco destacable a pesar de ostentar el título de dios lunar y ser el hermano de Susanoo y Amaterasu. Estos últimos han tenido un mayor impacto con relatos como la salvación del pueblo de Izumo de la mítica serpiente Yamata-no-Orochi o el surgimiento de Ame-No-Uzume y la danza Kagura para hacer salir a Amaterasu (el Sol) de su escondite.
Naruto y Naruto Shippuden
El nombre de Tsukuyomi es usado en el célebre anime para designar al genjutsu insignia de Itachi Uchiha. Esta técnica consiste en sumergir bajo una ilusión que afecta todos los sentidos y la mente, colocando a los implicados en un escenario bajo una Luna carmesí cercano a la sangre.
SMITE
Tsukuyomi hace aparición como un personaje jugable en el Moba online en tercera persona conocido como SMITE. El rol de Tsukuyomi es la de un asesino que porta armas referentes a la Luna y usa elementos místicos para restaurar su mana y causar daño mágico y físico.
Shin Megami Tensei
Dentro de la saga Megami Tensei, Tsukuyomi es un "demonio" recurrente como jefe e invocación de elemento oscuridad del arcano de la Luna. Su primera aparición fue en el primer Megami Tensei como un enemigo raro de encontrar y más importante dentro de la saga. Su utilidad ha ido aumentando en un rango ofensivo algo destacable. En Shin Megami Tensei 5, él hace aparición como un jefe opcional con una apariencia semejante a la Luna portando como arma una hoz que evoca la forma de una luna menguante.
Persona 4 Arena Ultimax
Dentro del universo de Persona, la primera aparición de Tsukuyomi es bajo un rol antagónico junto a su invocador, Sho Minazuki. Tsukuyomi es considerado una fuente de control y daño consecutivo junto a su invocador. El gameplay de la deidad lunar es agresivo y a eso se le suma el acceso a un movimiento instakill (muerte instantánea) que hace un combo cercano a los 200/300 ineludible una vez es conectado.
Persona 5 y Royal
En Persona 5 (o su versión royal), Tsukuyomi es una de las tantas personas que el protagonista Ren Amamiya puede poseer siendo un contenido DLC de pago, además de tener el acceso exclusivo a uno de los movimientos de maldición más poderosos conocido como "Alas del Abismo" (en inglés: Abyssal Wings). De allí junto a otras invocaciones como Ariadne Asterius Kaguya o Izanagi-no-Okami, es una de las pocas personas con acceso a un movimiento propio referente a su dueño original.
Oshi no Ko
En el manga Oshi no Ko, el personaje del niño dios que se une a la compañía Ichigo para interpretar a un niño en la película de Hoshino Aqua, 15 años de mentiras, se identifica con el seudónimo artístico se Tsukuyomi. A pesar de no confirmar el hecho de que él sea la verdadera encarnación del dios sintoísta, posee poderes sobrenaturales que lo vinculan directamente con las deidades japonesas y con su hermana gemela, la diosa Amaterasu.